# منتخب ساموا الأمريكية لاتحاد الرغبي
منتخب ساموا الأمريكية الوطني لاتحاد الرغبي (بالإنجليزية: American Samoa national rugby union team)‏ هو ممثل ساموا الأمريكية  الرسمي في المنافسات الدولية في اتحاد الرغبي .